# بهادر جلالوف

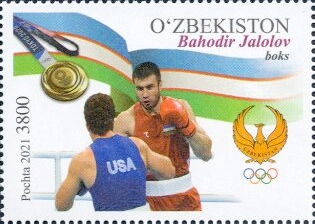
تمبر «بهادر جلالوف» در نبرد با بوکسور امریکایی

بهادر جلالوف (انگلیسی: Bakhodir Jalolov؛ زادهٔ ۸ ژوئیهٔ ۱۹۹۴) بوکسور اهل ازبکستان است.